# 石塚裕介
石塚 裕介（いしづか ゆうすけ、1986年3月4日 - ）は、三重県出身の競艇選手。登録番号4431。身長169cm。血液型B型。100期。三重支部所属。同期に桐生順平、青木玄太、鎌倉涼らがいる。

## 来歴
- やまと競艇学校時代、リーグ戦勝率3.08（準優出以上はなし）の成績を残した。
- 2007年5月12日、津競艇場でデビュー（6着）。
- 2007年11月13日、常滑競艇場での「常滑市長賞」初日2Rで初勝利（62走目）。
- 2010年5月16日、平和島競艇場での「ミニボートピア黒石開設1周年記念」で初優出（3着）。